# Kanó Kóki
Kanó Kóki (Ama, 1997. december 19. –) olimpiai bajnok japán párbajtőrvívó. A 2021-es tokiói olimpián csapatban, a 2024-es párizsi olimpián egyéniben nyert bajnoki címet.

## Pályafutása
2008-ban kezdett vívni, miután látta a pekingi olimpián Óta Júkit, aki ezüstérmet nyert egyéni tőrvívásban. Gyerekként tőrvívással kezdett, középiskolás korában tért át párbajtőrre.
A 2021-ben rendezett tokiói olimpián tagja volt Minobe Kazujaszu, Jamada Maszaru és Ujama Szatoru mellett a japán csapatnak, amely megnyerte a párbajtőrvívás versenyszámot. Ez volt az első japán aranyérem vívásban az olimpiák történetében. 2024-ben a párizsi olimpián elődöntőjében Andrásfi Tibor ellen hosszabbításban tudott győzni 14–13-ra. A döntőben a hazai pályán versenyző Yannick Borelt múlta felül 15–9 arányban. Ezzel megszerezte Japán első egyéni aranyérmét vívásban.

## Sikerei, díjai
- Olimpiai játékok
  - Aranyérem: 2021 (csapat), 2024 (egyéni)
- Világbajnokság
  - Bronzérem: 2022 (csapat)
- Ázsia-játékok
  - Aranyérem: 2018 (csapat), 2022 (egyéni, csapat)
  - Bronzérem: 2018 (egyéni)

2021 decemberében szülővárosában egy arany színűre festett postaládát avattak tiszteletére.